# 斯特拉希尼亚·拉绍维奇
斯特拉希尼亚·拉绍维奇（1992年3月9日—），塞尔维亚男子水球运动员。他曾代表塞尔维亚国家队参加2020年夏季奥林匹克运动会水球比赛，获得一枚金牌。

## 家庭
弟弟维克托·拉绍维奇。